# Club Deportivo Chivas USA
Il Club Deportivo Chivas USA, noto semplicemente come Chivas USA, è stata una società calcistica statunitense con sede nella città di Los Angeles (California), fondata nel 2004 e scioltasi nel 2014. Militava nella Major League Soccer (MLS) e disputava le proprie partite casalinghe al StubHub Center, impianto da 27.000 posti a sedere.

## Storia
Il club, fondato nel 2004, era di proprietà di Antonio Cué Sánchez-Navarro e di Jorge Vergara, quest'ultimo proprietario anche del club messicano Chivas de Guadalajara e del Deportivo Saprissa, Costa Rica. Il C.D. Chivas USA giocava le sue partite interne all'Home Depot Center, condiviso con i Los Angeles Galaxy. La squadra aveva gli stessi colori (rosso, bianco e blu) della squadra-madre di Guadalajara.
La decisione della Major League Soccer di ammettere il CD Chivas USA nel 2005 è derivata dal progetto di puntare a conquistare il pubblico composto dai cosiddetti latinos, e più specificatamente quello messicano o di origine messicana, che si avvia a diventare maggioritario nella California del Sud.
La squadra era composta principalmente da giocatori messicani o di origine messicana, e per quanto Vergara avesse promesso che ci sarebbe stato spazio anche per altre nazionalità, la lingua di lavoro al CD Chivas USA era lo spagnolo. Questo era evidenziato anche dallo slogan della società: "Adiós soccer. ¡El fútbol está aquí!".
Nella sua prima stagione chiuse sesta in Western Conference e nel 2007 riuscì a vincerla, aggiudicandosi anche l'Honda SuperClasico. Grazie a questo eccellente risultato, il Chivas si garantì la partecipazione alla SuperLiga del 2008 ed alla CONCACAF Champions League 2008-2009.
Al termine della stagione 2014 la squadra chiude i battenti.

## Palmarès

### Altri piazzamenti
- Lamar Hunt U.S. Open Cup:

Semifinalista: 2010, 2012